# Isabele Benito
Isabele Benito Rios, más conocida como Isabele Benito (Santo Anastácio, 24 de julio de 1980), es una periodista, presentadora de televisión, reportera y locutora de radio brasileña.

## Historia
Graduada en periodismo por Universidade do Oeste Paulista, Isabele tenía ganas de ser periodista ya desde pequeña. El comienzo de su carrera fue en Rádio Cultura, emisora de su ciudad natal, Santo Anastácio. Isabele participaba de un programa femenino, sin que el oyente imaginara que, por detrás del micrófono, hablaba una muchacha de solo diecisiete años. A los diecinueve, hizo su debut en vivo en la televisión, en el programa Revista, de TV Fronteira, afiliada de TV Globo en Presidente Prudente. La primera entrada fue, de inmediato, como presentadora. Un presagio de lo que estaba por venir.
En una entrevista para la Universidad Veiga de Almeida, Isabele contó que aún en sus tiempos de estagio en TV Globo, pasó por casi todas las funciones adentro de una televisión. Y que fue hasta operadora de cámara.
Isabele se quedó en TV Globo São Paulo durante ocho años. Después, fue sectorista en la Bolsa de Valores de São Paulo por Canal Rural (cuando este pertenecía a Grupo RBS) en BM&F Bovespa. En 2012, fue contratada para ser reportera de SBT en Río de Janeiro. En enero de 2013, Isabele asumió el comando del noticiero SBT Rio. Y se quedó conocida por el eslogan "É dedo na cara!" (del portugués: ¡Es dedo en la cara!), lo cual usa para apuntar irregularidades, injusticias, o para criticar a alguien o algo.
El 23 de septiembre de 2013, SBT debutó SBT Notícias, bajo el comando de Neila Medeiros, el noticiero abordaba las noticias de Brasil y del mundo, contaba con imágenes en directo hechas por helicópteros repartidos por las ciudades de São Paulo y Río de Janeiro. Neila presentaba en São Paulo, y contaba con la participación de Isabele Benito directamente de Río de Janeiro, al largo de cada edición del noticiero. Pero desafortunadamente, el noticiero perdía constantemente para sus concorrientes Cidade Alerta y Brasil Urgente, y amargaba en la casa de los 2 y 3 puntos, fue cancelado casi tres meses tras su debut.
El febrero de 2014, tuvo un breve paso por São Paulo para presentar SBT Manhã, sustituyendo a César Filho, que estaba cubriendo el Carnaval en Salvador. Y después regresó a Río de Janeiro.
En diciembre del mismo año, fue solicitada para conducir Notícias da Manhã, cubriendo las vacaciones de Neila Medeiros.
El 16 de diciembre de 2017, Isabele debutó en Super Rádio Tupi de Río de Janeiro, el Programa Isabele Benito, que es transmitido de lunes a viernes de las 10 a las 11 de la mañana. En julio de 2019, se convirtió en columnista del periódico O Dia.
Actualmente, sigue en el mando de SBT Rio, donde es vice líder de audiencia, solo atrás de Globo en RJTV, haciendo con que despertara el interés de Record y la renovación con SBT. En marzo de 2023, pasó a integrar el programa Fofocalizando. En mayo del mismo año, renovó con SBT hasta 2025.

## Vida personal
Isabele es divorciada y tiene un hijo, Eduardo, nacido en 2012.